# Jordana Brewster
Jordana Brewster (Cidade do Panamá, 26 de abril de 1980) é uma atriz e modelo norte-americana, nascida no Panamá. É mais conhecida por interpretar Mia Toretto nos filmes The Fast and the Furious e por pertencer ao elenco principal da continuação da série Dallas, entre 2012 e 2014.

## Biografia
Brewster nasceu no Panamá, filha de Maria João Leão de Sousa, uma ex-modelo Sports Illustrated Swimsuit brasileira e Alden Brewster, um banqueiro de investimento americano. Seu avô paterno, Kingman Brewster, Jr., foi um educador, diplomata e presidente da Universidade de Yale. Brewster deixou o Panamá quando ela tinha dois meses de idade e se mudou para Londres, onde ela passou seis anos antes de se mudar para o Rio de Janeiro e morou lá dos seis aos dez anos e, depois, se mudou para Nova Iorque. Apesar da distância, a atriz se considera meio norte-americana e meio brasileira.

## Carreira
Jordana fez sua estreia em novelas: em All My Children como Anita Santos, seguido por um papel na série As the World Turns como Nikki Munson (1995-1998). Seu primeiro trabalho na telona surgiu no período em que morava no Rio de Janeiro no final da década de 80. Ela foi selecionada para fazer um número musical no longa SuperXuxa Contra Baixo Astral. 10 anos depois foi dirigida por Robert Rodriguez no filme The Faculty, de 1998.
Um de seus papéis mais notáveis foi a Mia Toretto de The Fast and the Furious (2001), que ela repetiu em Fast & Furious (2009). Posteriormente, trabalhou em Um Encontro com Tad Hamilton! (cenas excluídas), como a criminosa Lucy Diamond em D.E.B.S. e como Chrissie em The Texas Chainsaw Massacre: The Beginning.
Seu trabalho inclui a minissérie da televisão NBC dos anos 1960, como Sarah Weinstock, uma estudante universitária e ativista radical e um piloto para uma continuação do filme Mr. & Mrs. Smith, no papel desempenhado no filme por Angelina Jolie. Ela também apareceu em Chuck, como ex-namorada do personagem-título em um episódio durante a segunda temporada.

## Vida pessoal
Brewster casou em uma cerimônia particular nas Bahamas, em 6 de maio de 2007 com o produtor Andrew Form. O casal tem dois filhos, Julian e Rowan. Brewster revelou recentemente em um entrevista ser estéril e já fez inúmeros tratamentos para conseguir engravidar, todos sem sucesso. Seus filhos foram gerados através de barriga de aluguel. O casamento terminou no começo de 2020.

## Filmografia
| Filmes    | Filmes                                     | Filmes                      | Filmes                          |
| Ano       | Título                                     | Papel                       | Notas                           |
| --------- | ------------------------------------------ | --------------------------- | ------------------------------- |
| 1988      | Super Xuxa contra Baixo Astral             | Criança                     | No Brasil                       |
| 1998      | The Faculty                                | Delilah Profitt             |                                 |
| 2001      | The Invisible Circus                       | Phoebe O'Connor             |                                 |
| 2001      | The Fast and the Furious                   | Mia Toretto                 |                                 |
| 2004      | D.E.B.S.                                   | Lucy Diamond                |                                 |
| 2005      | Nearing Grace                              | Grace Chance                |                                 |
| 2006      | Annapolis                                  | Ali Halloway                |                                 |
| 2006      | The Texas Chainsaw Massacre: The Beginning | Chrissie                    |                                 |
| 2009      | Fast & Furious                             | Mia Toretto                 |                                 |
| 2011      | Fast Five                                  | Mia Toretto                 |                                 |
| 2013      | Fast & Furious 6                           | Mia Toretto                 |                                 |
| 2014      | American Heist                             | Emily                       | Direto para vídeo               |
| 2015      | Home Sweet Hell                            | Dusty                       | Direto para vídeo               |
| 2015      | Furious 7                                  | Mia Toretto                 |                                 |
| 2019      | Random Acts of Violence                    | Kathy                       |                                 |
| 2020      | Hooking Up                                 | Tanya                       |                                 |
| 2021      | F9                                         | Mia Toretto                 |                                 |
| 2022      | The Integrity of Joseph Chambers           | Tess                        |                                 |
| 2023      | Fast X                                     | Mia Toretto                 | Pós-produção                    |
| Televisão |                                            |                             |                                 |
| Ano       | Título                                     | Papel                       | Notas                           |
| 1995      | All My Children                            | Anita Santos                | 1 episódio                      |
| 1995-2001 | As the World Turns                         | Nikki Munson                | 104 episódios                   |
| 1999      | The '60s                                   | Sarah Weinstock             | Minissérie                      |
| 2007      | Mr. and Mrs. Smith                         | Jane Smith                  | Piloto não-lançado              |
| 2008-2009 | Chuck                                      | Jill Roberts                | 4 episódios                     |
| 2010      | Dark Blue                                  | Maria                       | 3 episódios                     |
| 2010      | Gigantic                                   | Celebridade                 | 2 episódios                     |
| 2012-2014 | Dallas                                     | Elena Ramos                 | Elenco principal                |
| 2013      | Project Runway                             | Ela mesma/Juiz convidado    | 1 episódio                      |
| 2016      | American Crime Story                       | Denise Brown                | 5 episódios                     |
| 2016      | Secrets and Lies                           | Kate Warner                 | Elenco principal (2ª temporada) |
| 2016      | Robot Chicken                              | Molly McIntire, Cindy Brady | Elenco de voz (1 episódio)      |
| 2016-2018 | Lethal Weapon                              | Dr. Maureen Cahill          | Elenco principal                |
| 2019      | Magnum P.I.                                | Hannah                      | 2 episódios                     |
| 2021      | The Other Two                              | Ela mesma                   | 1 episódio                      |
| 2022      | That's My Jam                              | Ela mesma                   | 1 episódio                      |

## Prêmios e Indicações
| Ano  | Premiação                | Categoria                                | Trabalho                                   | Resultado |
| ---- | ------------------------ | ---------------------------------------- | ------------------------------------------ | --------- |
| 1997 | Soap Opera Digest Awards | Performance Teen Marcante                | As the World Turns                         | Indicada  |
| 2007 | Teen Choice Awards       | Escolha de Filme: Terror                 | The Texas Chainsaw Massacre: The Beginning | Indicada  |
| 2007 | Teen Choice Awards       | Escolha Atriz de Cinema: Horror/Thriller | The Texas Chainsaw Massacre: The Beginning | Indicada  |
| 2009 | Teen Choice Awards       | Escolha Atriz de Cinema: Ação/Aventura   | Fast & Furious                             | Venceu    |